# Murder, Inc. (1960)
Murder, Inc. é um filme norte-americano de 1960, do gênero policial, dirigido por Burt Balaban e Stuart Rosenberg  e estrelado por Stuart Whitman e May Britt.